# Bitwa pod Magnezją
Bitwa pod Magnezją – starcie zbrojne, które miało miejsce w grudniu 190 p.n.e. (niekiedy datowane na styczeń 189 p.n.e.) podczas wojny Rzymu z syryjskim królem Antiochem III Wielkim.
Po wyparciu Antiocha z Europy wojska rzymskie wkroczyły do Anatolii, gdzie dołączył król Pergamonu – Eumenes II. Rzymska armia wraz z sojusznikami liczyła łącznie 30 tysięcy piechoty i 3 tysiące jazdy, podczas gdy Antioch prowadził około 50 tysięcy piechoty i 12 tysięcy jazdy. Oficjalnie siłami Rzymu dowodził Lucjusz Scypion (po bitwie z przydomkiem Azjatycki), któremu towarzyszył brat, Publiusz Korneliusz Scypion Afrykański, pogromca Hannibala, i w istocie on miał rozegrać bitwę z Antiochem. Wskutek choroby jednak faktyczne dowodzenie przejął jeden z legatów – Domicjusz Ahenobarbus.

## Bitwa
Starcie rozegrało się w pobliżu drogi z Sardes do Smyrny, pomiędzy rzekami Frygios i Hermos.
Siły rzymskie ustawione były standardowo: dwa legiony w centrum, po bokach latyńscy sprzymierzeńcy, na prawym skrzydle trzy tysiące piechoty greckiej. Na skraju obu skrzydeł rozmieszczona była jazda, a przed frontem armii  lekkozbrojni najemnicy, którzy rozpoczynali bitwę. Legioniści ustawieni byli w potrójnym szyku, tzw. acies triplex.
Armia Antiocha była zbiorowiskiem wojowników z całego imperium Seleucydów. Jej centrum stanowiło 16 tysięcy żołnierzy uzbrojonej w sarisy falangi, ustawionej w 16 wielkich czworoboków. W odstępach pomiędzy nimi umieszczono po 2 słonie z osłoną złożoną z lekkozbrojnych. Po obu stronach falangistów rozmieszczono po 1,5 tysiąca Galatów z Galacji. Na lewo i prawo od nich znajdowała się ciężka jazda – katafrakci. Dalej na lewym skrzydle stała piechota orientalna, na prawym Srebrne Tarcze i konni Dahowie. Na skraju lewego skrzydła rozmieszczono kilkadziesiąt rydwanów bojowych.
Bitwa zakończyła się całkowitym zwycięstwem Rzymian i masakrą wojsk Antiocha. Na polu bitwy padło około 40 tysięcy piechurów, 3 tysiące kawalerzystów i 20 słoni bojowych syryjskiego króla. Ponadto Rzymianie zdobyli 6 słoni. Straty zwycięzców ograniczyły się podobno do zaledwie 300 Rzymian i 25 żołnierzy z oddziałów sojuszniczych.
Główną przyczyną klęski Antiocha były popełnione przez niego błędy taktyczne, użycie przestarzałej broni – rydwanów, złe ustawienie słoni i oddalenie się z kawalerią od sił głównych. W wyniku tej klęski Antioch przegrał wojnę z Rzymem i zmuszony był zrzec się posiadłości w Azji Mniejszej.

## Warunki kapitulacji
Rzymianie przedstawili Antiochowi takie same warunki pokoju, jakie stawiali mu wcześniej, jednak z drobnymi zmianami dotyczącymi granicy. Musiał się całkowicie wycofać z Europy oraz z terytoriów Azji wcześniej ustalonych. Musiał wydać jeńców, zbiegów, część okrętów, a także wszystkie słonie bojowe, których na przyszłość mu nie wolno było posiadać. Ponadto Rzymianie mieli wybrać dla siebie 20 zakładników (w tym młodszy syn Antiocha), których należało wymieniać co 3 lata (z wyjątkiem syna Antiocha). Król Antioch musiał zapłacić koszty finansowe poniesione przez Rzymian z tytułu działań wojennych oraz przez 12 lat wypłacać Rzymowi odszkodowanie. Miał zakaz werbowania najemników w krajach podległych Rzymowi, a także przyjmowania zbiegów. Mógł posiadać tylko 12 okrętów, których liczba mogła jednak być zwiększona w razie wybuchu wojny wewnętrznej. Układ został wyryty na tablicach spiżowych i umieszczony na Kapitolu.